# Żyła nieparzysta krótka

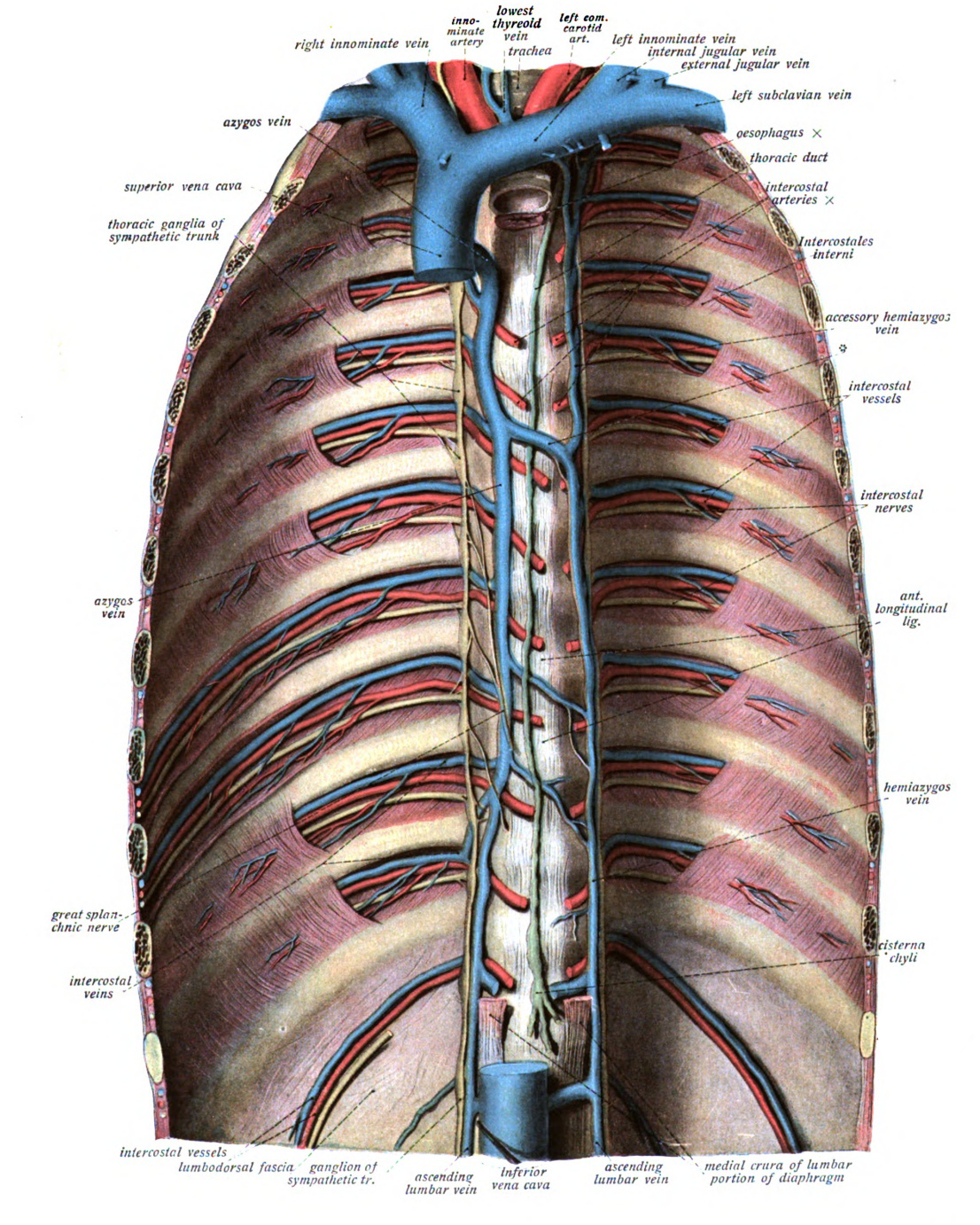
Układ żył nieparzystych (widok od przodu na tylną ścianę klatki piersiowej po usunięciu przepony)

Żyła nieparzysta krótka (łac. vena hemiazygos) – w anatomii człowieka naczynie żylne, które powstaje z połączenia korzenia zewnętrznego wytwarzanego przez żyłę lędźwiową wstępującą lewą i korzenia wewnętrznego wytwarzanego przez połączenie odchodzące od żyły nerkowej lewej i uchodzi do żyły nieparzystej. 
Nazwa żyła nieparzysta krótka pochodzi z prac Albrechta von Hallera. 

## Przebieg
Żyła nieparzysta krótka rozpoczyna się nad przeponą powstając z połączenia dwóch korzeni – stałego korzenia zewnętrznego wytwarzanego przez żyłę lędźwiową wstępującą lewą i niestałego korzenia wewnętrznego wytwarzanego przez połączenie odchodzące od żyły nerkowe lewej. Żyła nieparzysta krótka biegnie lewostronnie z dołu do góry po przednio-bocznej powierzchni kręgów piersiowych od X do VII kręgu piersiowego, po czym odchyla się na stronę ku tyłowi od aorty, przełyku oraz przewodu piersiowego i pod ostrym kątem dochodzi do żyły nieparzystej.  Długość żyły nieparzystej krótkiej jest zmienna.

## Dopływy
- żyły przełykowe
- żyły śródpiersiowe
- żyła podżebrowa lewa
- żyły międzyżebrowe tylne lewe[3]

## Odmiany
- może do niej uchodzić żyła nieparzysta krótka dodatkowa[3]
- może nie mieć zastawek[4]
- długość żyły jest zależna od liczby uchodzących żył międzyżebrowych tylnych lewych[3]
- może przebiegać od przodu od aorty[4]

## Zespolenia
- żyła główna dolna przez żyłę nerkową lewą[3].

## Zastawki
Żyła nieparzysta posiada zastawki w 2/3 przypadków.